# Mycomya punctata
Mycomya punctata är en tvåvingeart som först beskrevs av Johann Wilhelm Meigen 1804.  Mycomya punctata ingår i släktet Mycomya och familjen svampmyggor. Arten har ej påträffats i Sverige. Inga underarter finns listade i Catalogue of Life.